# Tramvia Blau
El Tramvia Blau és un tramvia que recorre tota l'avinguda del Tibidabo, a la ciutat de Barcelona, i que uneix el final de la línia L7 dels Ferrocarrils de la Generalitat (Estació d'Avinguda Tibidabo, a la plaça de John F. Kennedy) amb l'estació inferior del funicular que puja al Tibidabo.
És l'única línia de tramvia de primera generació que va sobreviure a Barcelona i a tot Catalunya.

## Història

### Segle XX
Va ser inaugurat el 29 d'octubre de 1901 a la vegada que el funicular i operat per Sociedad Anónima Tibidabo, impulsats tots dos pel doctor Andreu, que havia promogut el parc d'atraccions del Tibidabo i la urbanització de l'avinguda.
El 18 d'abril de 1905 es va allargar la línia fins a Vallvidrera amb una prolongació de 4 km, esdevenint el primer transport ferroviari que arribava al municipi. Just un any després, s'inaugurà el funicular de Vallvidrera, la línia de tramvia fins a Vallvidrera registrà una davallada important de passatgers. La crisi econòmica dels anys 30 va suposar la clausura de la prolongació: el 1937 el tramvia blau tornà a tenir com a terminal la plaça del Doctor Andreu.
El 1954 es va inaugurar la línia de Balmes, un nou ramal de la línia a Sarrià o línia Barcelona-Vallès, amb estació final Av Tibidabo situada a la Plaça Kennedy suposant una nova connexió amb el centre de la ciutat.
El 8 de gener de 1965, la línia 23 de tramvia, que circulava pel Passeig de Sant Gervasi, deixà d'operar i fou substituïda per autobusos provocant que el Tramvia Blau quedés aïllat, a la Plaça Kennedy, de la resta de la xarxa de tramvia de Barcelona. Anteriorment, el 15 de gener de 1961, la línia 22, que també circulava pel mateix punt, havia sigut reemplaçada per autobusos.
El 1971 Tramvies de Barcelona tanca tota la xarxa de tramvia a Barcelona i les línies les substitueix per autobusos amb la mateixa numeració. Com que el Tramvia Blau pertanyia a mans privades va ser l'única línia que es va salvar del tancament. El 1979 l'Ajuntament de Barcelona passa a ser el propietari gràcies a la cessió de la línia per garantir la seva viabilitat potenciant el caràcter turístic de la línia. S'inicia el 1984 una important renovació de vies i catenària, uns treballs que duraren 14 mesos.

### Segle XXI
Es recupera el tramvia a la ciutat el 2004 amb 2 xarxes: el Trambaix i el Trambesòs, el Tramvia Blau deixa de ser l'única línia de tramvia en servei a Barcelona. El 2012 es deixaren fora de servei les parades intermèdies del Tramvia Blau, convertint l'estació inicial i final com les úniques de la línia.
El 22 d'agost del 2012 el tramvia va col·lidir contra un camió aparcat en doble filera que ocupava part del carril del tramvia, a l'alçada del carrer Roman Macaya. El conductor del tramvia va accionar els frens en veure el camió, però el vagó va seguir lliscant fins a impactar-hi. Hi viatjaven 30 persones, 15 de les quals van resultar ferides, i d'aquestes 4 van ser donades d'alta 'in situ', les altres 11 van ser traslladades a hospitals en ambulàncies del SEM i de Bombers de Barcelona. La caixa del camió va quedar encastada a l'interior del tramvia.
Després de 32 anys d'ús s'inicià un canvi integral de vies i catenària. El 28 de gener de 2018 fou l'últim dia de circulació amb unes obres que estava previst que duressin més de dos anys. El 2023, després de cinc anys sense servei durant els quals els treballs de modernització encara no s'havien iniciat, l'organització Promoció del Transport Públic va exigir-ne el retorn a TMB, l'Ajuntament de Barcelona i l'ATM i va mostrar la seva inquietud davant el temor que el tancament acabés sent definitiu.

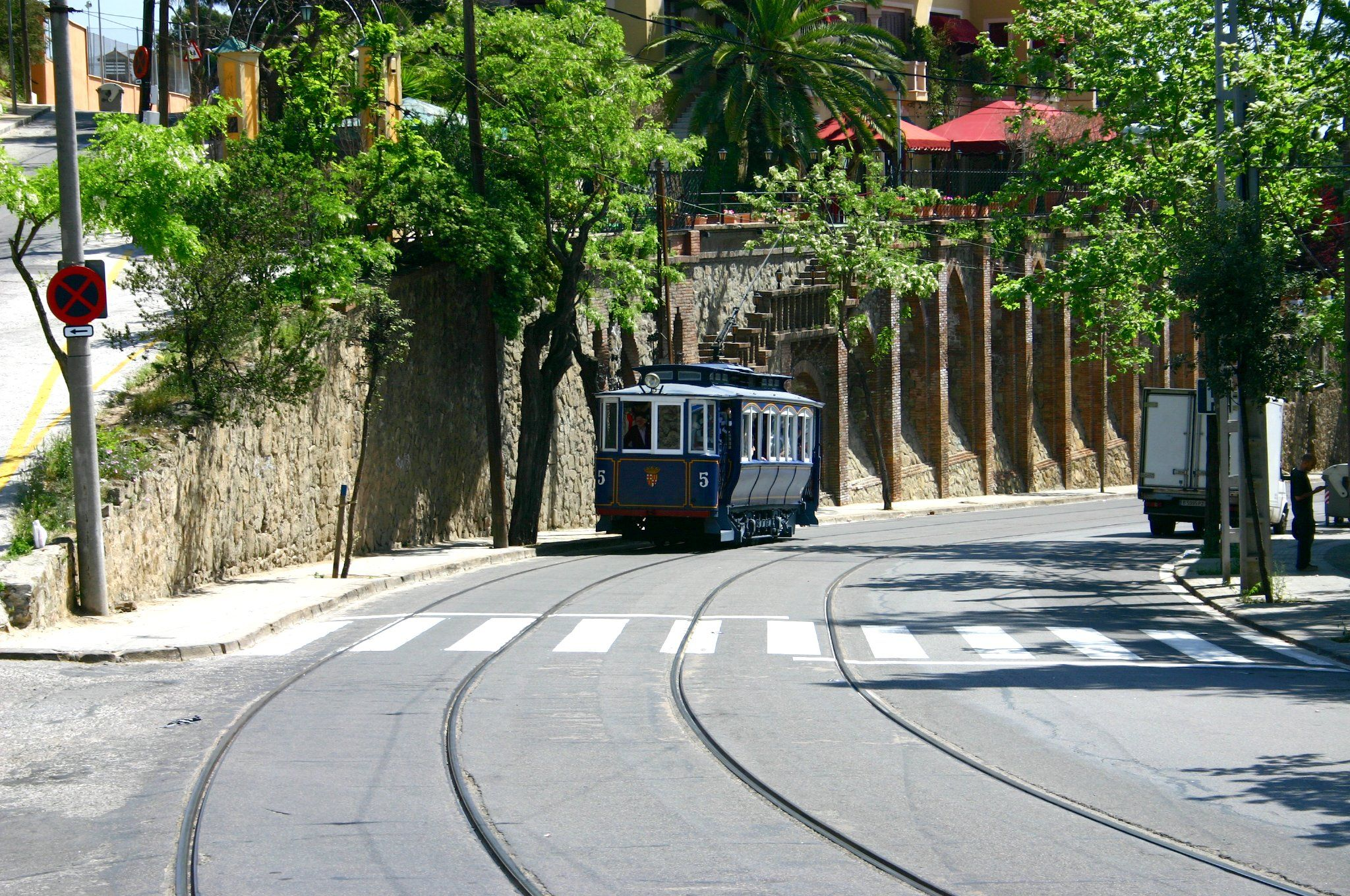
El Tramvia Blau ascendint per Av.Tibidabo.

## Infraestructura[calcitació]
La llargària de la línia és de 1.276 metres amb un desnivell de 93 metres i un gradient d'ascensió del 8%. Es tracta de doble via situada al centre de la calçada i comparteix espai amb la resta de vehicles, característica comuna dels tramvies de primera generació. Amb l'excepció de les estacions inicial i final, de via única, en què la via se situa al lateral. En el punt intermedi del recorregut se situa l'accés a les cotxeres.

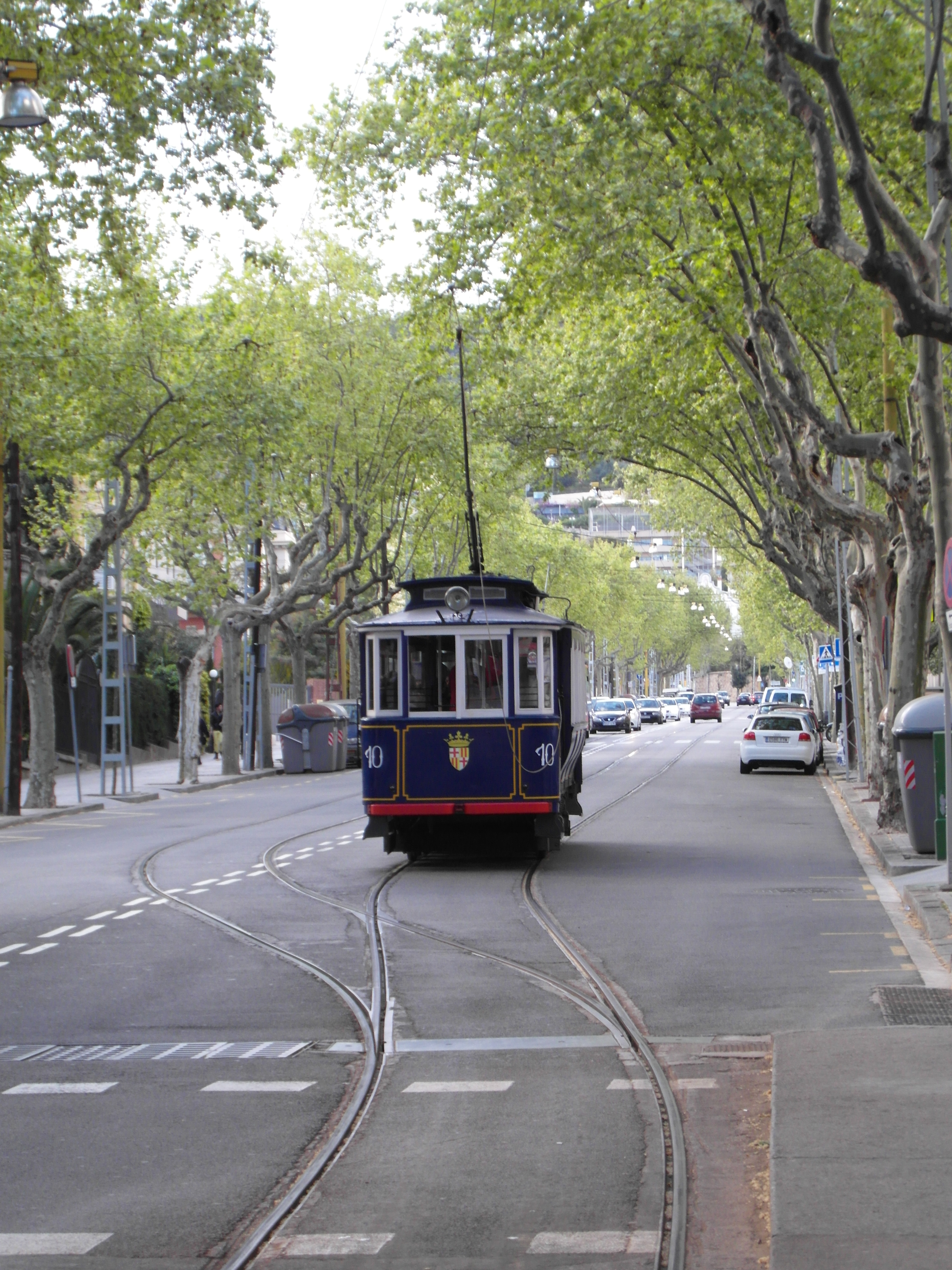
Canvi de via única al lateral a doble via al centre del carrer l'estació inicial de Plaça Kennedy.

## Tramvies[calcitació]
Per a la inauguració de la línia, el 29 d'octubre de 1901, van ser encarregats els cotxes 1, 2, 3 i 4 d'una mateixa sèrie. Només el cotxe número 2 continua avui en servei, tot i que de forma esporàdica. Amb la prolongació van ser encarregats 6 nous vehicles, numerats del 5 al 10, de més capacitat i potència per fer front al traçat interurbà fins a Vallvidrera.

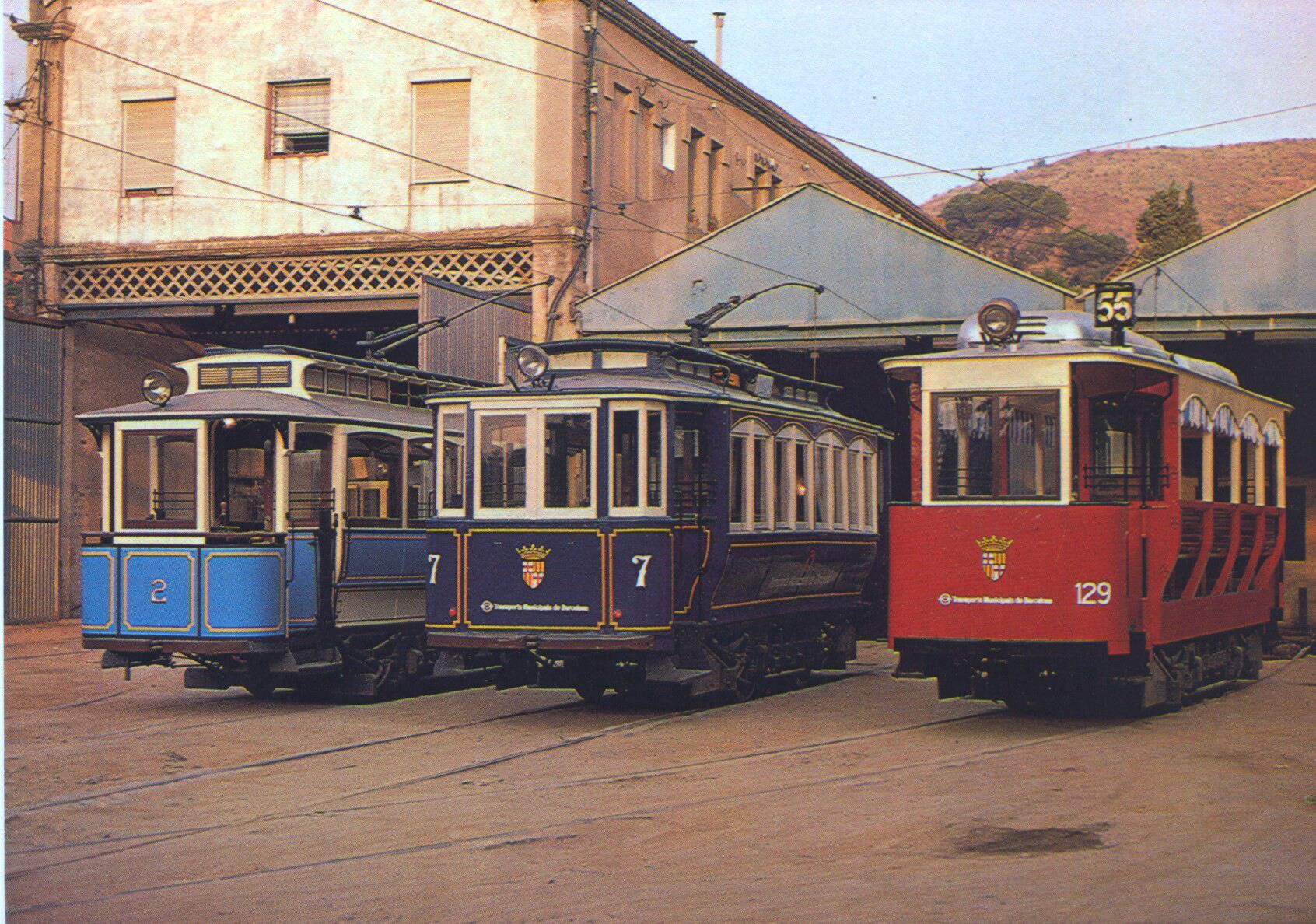
Tramvies número 2, 7 (abans de la reforma) i 129 situats a les cotxeres

| Número | Imatge | Any  |
| 2      |        | 1901 |
| 5,6,7  |        | 1904 |
| 8,10   |        | 1904 |
| 129    |        | 1906 |